# Miguel de Trejo Panyagua
Miguel de Trejo Panyagua fue un conquistador colonial español.

## Biografía
Era hijo de Pedro Cordero e Isabel de Trejo, naturales de Plasencia pero él había nacido en Amargosa, o en Plasencia sobre el año 1529, y llegaba a la Pamplona andina en 1556. En esta ciudad conoció al capitán Juan Rodríguez Suárez, quien lo reclutó para emprender la exploración y conquista de los territorios de las “Sierras Nevadas”, que se encontraba en la comarca donde se fundará Mérida.  
Según su Probanza de Méritos y Servicios suscrita en Bogotá en julio de 1586, Trejo dijo que había llegado a Indias en 1556 y dos años después se enrolaba en las fuerzas de Rodríguez Suárez para la exploración ya descrita. Durante el transcurso de esta exploración, Trejo demuestra buen juicio y valentía que le valdrán para granjearle el aprecio de Rodríguez Suárez y convertirse en uno de sus más destacados colaboradores. En el recorrido explorador suele desempeñarse como avanzadilla en el reconocimiento previo del terreno, así que de esta forma descubrirá el valle de Santiago y otros parajes de interés donde después se fundarán las ciudades de San Cristóbal, La Grita y Altamira de Cáceres.

## Problemas fundadores
Desde este punto, cambian hacia el NO y una vez que han descubierto el sitio adecuado, Rodríguez Suárez fundaba la ciudad de Mérida y nombrará a Trejo alguacil mayor del nuevo enclave, y una vez que se ha materializado la edificación de los primeros bohíos, Trejo acompañaba al capitán fundador a recorrer la comarca andina y bajarán hasta las orillas del Lago de Maracaibo para intentar pacificar a los indígenas que no cesan de guerrear desde que llegaron los españoles. Como Trejo suele ir en la avanzadilla, siempre será el primero que acometan los indios; en una de estas arremetidas, recibe un ponzoñoso flechazo en una pierna y estuvo a punto de morir.
Después de concluida esta expedición, donde han recorrido parte del perímetro del Lago, regresan a Mérida y se encuentran con la desagradable sorpresa de que el capitán Juan Maldonado viene a prender a Rodríguez Suárez. A Trejo también lo prenderá y le tomará declaración. Un año después, casualmente Trejo se encontraba en Santa Fe de Bogotá cuando Rodríguez Suárez escapaba de la cárcel; interrogado sobre la posible ayudad que prestara al capitán, hábilmente pudo demostrar su inocencia.

## En primera fila
Miguel de Trejo parecía tener complejo de ángel de la guarda, ya que siempre estaba en primera fila, cuando las adversas circunstancias lo requerían. Después de este incidente, durante el transcurso del año 1560, se alistaba para participar en la conquista del territorio del Nuevo Reino de Granada con la gente que fue en socorro del capitán Luis Lanchero, cuando este andaba intentando pacificar a los indígenas muzos, donde también andaban sus coterráneos Diego García de Paredes y Juan Esteban Vasco. El incansable Trejo, siempre atento a los acontecimientos, vuelve hacia Mérida cuando se presenta la amenaza de Lope de Aguirre, para salir con el pelotón de esa ciudad que va a engrosar las fuerzas reales para poner coto a las fechorías del tirano
Poco tiempo después se alzaban los indígenas que poblaban las inmediaciones de Trujillo, y Trejo, voluntariamente con otros diez compañeros, corre en socorro de la ciudad que había fundado García de Paredes, donde habían muerto varios españoles. El voluntarioso soldado apacigua a los revoltosos, restaura el orden y Trujillo quedaba pacificada. Además de su valentía, Trejo contaban con un don especial, y antes de presentar batalla, solía convencer a los caciques de las tribus revoltosas, y por las buenas casi siempre arreglaba los inconvenientes.
A finales de 1562 se alzaron los indígenas de las inmediaciones del poblado de Carbonero y mataron un negro esclavo del encomendero que disfrutaba del repartimiento, Trejo y algunos soldados más corren al lugar para averiguar las causas del alzamiento, mientras indagaba el suceso sorpresivamente atacaron los indígenas y fue herido de varios flechazos de los que perdió un ojo. En este incidente estuvieron a punto de perecer los españoles, pero la buena disposición de Trejo salvó la situación ya que estando herido animó a sus compañeros y salvaron la vida.

## Desprecios y olvidos
Los enfrentamientos sostenidos entre Maldonado y Rodríguez Suárez, darán pie para que los vecinos de Mérida se dividieran en dos bandos antagónicos e irreconciliables, y sus efectos perdurarán durante bastante tiempo; y como Rodríguez Suárez había muerto en 1561, sus partidarios iban a sufrir las consecuencias durante largos años, ya que las prebendas y los cargos más relevantes de la ciudad estaban en manos de los partidarios de Maldonado.
A pesar de su voluntariosa disposición y de sus señalados servicios, hasta entonces nunca había sido recompensado en Mérida, ya que la íntima amistad que había tenido con Juan Rodríguez Suárez, serviría para que le cerraran las puertas los partidarios de capitán Maldonado, y hasta el suegro de este le despojará de una encomienda que le había adjudicado Rodríguez Suárez. Y durante 1564, cuando el presidente de la Real Audiencia ratifica las encomiendas, también se olvidará de Trejo.    
Pero estos desprecios y olvidos, no harán mella en el ánimo de aquel incansable soldado, que siempre estará dispuesto a colaborar donde lo soliciten. En 1569, el capitán Alonso Pacheco salía de expedición para las inmediaciones del Lago de Maracaibo con el objeto de refundar la ciudad de Maracaibo, y el primero que se presenta será Miguel de Trejo. Como de costumbre el valeroso soldado irá en vanguardia de la expedición además de encargarse del suministro de alimentos. Con la habilidad que le caracterizaba se hacía amigo de los belicosos indígenas y conseguía comida para toda la tropa. Después de una serie de peripecias y enfrentamientos con los naturales, al fin daban cima a la refundación de Maracaibo.

## Merecido reconocimiento
Si en la concesión de premios y honores la suerte le había sido adversa hasta entonces, al fin reconocían sus méritos y servicios, puesto que a partir de la vuelta a Mérida después de la expedición a Maracaibo, ocupará repetidas veces el cargo de alcalde y regidor de Mérida, y hasta el presidente Venero de Leiva (quien se había olvidado anteriormente de él en el reparto de encomiendas) reconociéndole al fin sus méritos, ahora lo gratificaba nombrándolo juez de residencia.
Si como soldado Trejo fue decidido y valiente, no menos celo y empeño puso en los cargos que dignamente ocupó, ya que se ganó el aprecio y el respeto de sus convecinos. Durante el último cuarto de siglo, se convertiría en uno de los personajes más influyentes y poderosos de la ciudad andina, muriendo en ella con todos los honores, como regidor perpetuo después de la primera década del siglo XVII.
Casó con María de la Parra, hija de Gonzalo García de Parra, natural de Guadalcanal y uno de los primeros y más activos conquistadores del Nuevo Reino de Granada. Tuvieron seis hijos (Isabel, Miguel, Luis, Esteban, Magdalena y Gonzalo) y uno natural llamado Juan de Trejo.
En los Protocolos notariales de la ciudad de Mérida, Miguel de Trejo aparece en varias anotaciones, dando o recibiendo poder y otros asuntos mercantiles de diferente naturaleza.